# You've Got a Habit of Leaving
"You've Got a Habit of Leaving" é uma canção escrita por David Bowie em 1965 e lançada como single de Davy Jones & The Lower Third. Esta foi a última faixa lançada antes de Bowie, cujo nome real era David Jones, mudar seu nome artístico para evitar confusões com o cantor Davy Jones, do The Monkees. Esta canção é o primeiro single dos dois lançados por Bowie com The Lower Third após ter saído da sua banda anterior, The Manish Boys.

## Faixas
1. "You've Got a Habit of Leaving" (Bowie) - 2:31
2. "Baby Loves That Way" (Bowie) – 3:03

## Crédtitos
- Produtor:
  - Shel Talmy
- Músicos:
  - Davy Jones: vocal, saxofone
  - Denis 'T-Cup' Taylor: guitarra
  - Graham 'Death' Rivens: baixo
  - Phil Lancaster: bateria